# Personnages de Jurassic Park
 (mars 2015).
Cet article liste les personnages issus de la franchise de Jurassic Park.

## Tableau de casting
| Personnages           | Trilogie Jurassic Park | Trilogie Jurassic Park        | Trilogie Jurassic Park | Trilogie Jurassic World | Trilogie Jurassic World        | Trilogie Jurassic World | Court métrage      |
| Personnages           | Jurassic Park          | The Lost World: Jurassic Park | Jurassic Park III      | Jurassic World          | Jurassic World: Fallen Kingdom | Jurassic World Dominion | Battle at Big Rock |
| --------------------- | ---------------------- | ----------------------------- | ---------------------- | ----------------------- | ------------------------------ | ----------------------- | ------------------ |
| Personnages           | 1993                   | 1997                          | 2001                   | 2015                    | 2018                           | 2022                    | 2019               |
| Casting               |                        |                               |                        |                         |                                |                         |                    |
| Dr. Alan Grant        | Sam Neill              |                               | Sam Neill              |                         |                                | Sam Neill               |                    |
| Dr. Ellie Sattler     | Laura Dern             |                               | Laura Dern             |                         |                                | Laura Dern              |                    |
| Dr. Ian Malcolm       | Jeff Goldblum          | Jeff Goldblum                 |                        |                         | Jeff Goldblum                  | Jeff Goldblum           |                    |
| John Hammond          | Richard Attenborough   | Richard Attenborough          |                        |                         |                                |                         |                    |
| Robert Muldoon        | Bob Peck               |                               |                        |                         |                                |                         |                    |
| Donald Gennaro        | Martin Ferrero         |                               |                        |                         |                                |                         |                    |
| Dr. Henry Wu          | B. D. Wong             |                               |                        | B. D. Wong              | B. D. Wong                     | B. D. Wong              |                    |
| Tim Murphy            | Joseph Mazzello        | Joseph Mazzello               |                        |                         |                                |                         |                    |
| Lex Murphy            | Ariana Richards        | Ariana Richards               |                        |                         |                                |                         |                    |
| Ray Arnold            | Samuel L. Jackson      |                               |                        |                         |                                |                         |                    |
| Dennis Nedry          | Wayne Knight           |                               |                        |                         |                                |                         |                    |
| Dr. Harding           | Jerry Molen            |                               |                        |                         |                                |                         |                    |
| Lewis Dodgson         | Cameron Thor (en)      |                               |                        |                         |                                | Campbell Scott          |                    |
| Mr. DNA               | Greg Burson            |                               |                        | Colin Trevorrow         |                                |                         |                    |
| Dr. Sarah Harding     |                        | Julianne Moore                |                        |                         |                                |                         |                    |
| Roland Tembo          |                        | Pete Postlethwaite            |                        |                         |                                |                         |                    |
| Peter Ludlow          |                        | Arliss Howard                 |                        |                         |                                |                         |                    |
| Nick Van Owen         |                        | Vince Vaughn                  |                        |                         |                                |                         |                    |
| Kelly Curtis          |                        | Vanessa Lee Chester           |                        |                         |                                |                         |                    |
| Dieter Stark          |                        | Peter Stormare                |                        |                         |                                |                         |                    |
| Ajay Sidhu            |                        | Harvey Jason                  |                        |                         |                                |                         |                    |
| Eddie Carr            |                        | Richard Schiff                |                        |                         |                                |                         |                    |
| Dr. Robert Burke      |                        | Thomas F. Duffy               |                        |                         |                                |                         |                    |
| Paul Kirby            |                        |                               | William H. Macy        |                         |                                |                         |                    |
| Amanda Kirby          |                        |                               | Téa Leoni              |                         |                                |                         |                    |
| Billy Brennan         |                        |                               | Alessandro Nivola      |                         |                                |                         |                    |
| Eric Kirby            |                        |                               | Trevor Morgan          |                         |                                |                         |                    |
| Udesky                |                        |                               | Michael Jeter          |                         |                                |                         |                    |
| Cooper                |                        |                               | John Diehl             |                         |                                |                         |                    |
| Nash                  |                        |                               | Bruce A. Young         |                         |                                |                         |                    |
| Ben Hildebrand        |                        |                               | Mark Harelik           |                         |                                |                         |                    |
| Owen Grady            |                        |                               |                        | Chris Pratt             | Chris Pratt                    | Chris Pratt             |                    |
| Claire Dearing        |                        |                               |                        | Bryce Dallas Howard     | Bryce Dallas Howard            | Bryce Dallas Howard     |                    |
| Simon Masrani         |                        |                               |                        | Irrfan Khan             |                                |                         |                    |
| Hoskins               |                        |                               |                        | Vincent D'Onofrio       |                                |                         |                    |
| Gray Mitchell         |                        |                               |                        | Ty Simpkins             |                                |                         |                    |
| Zach Mitchell         |                        |                               |                        | Nick Robinson           |                                |                         |                    |
| Lowery                |                        |                               |                        | Jake Johnson            |                                |                         |                    |
| Barry Sembène         |                        |                               |                        | Omar Sy                 |                                | Omar Sy                 |                    |
| Karen Mitchell        |                        |                               |                        | Judy Greer              |                                |                         |                    |
| Vivian                |                        |                               |                        | Lauren Lapkus           |                                |                         |                    |
| Hamada                |                        |                               |                        | Brian Tee               |                                |                         |                    |
| Zara                  |                        |                               |                        | Katie McGrath           |                                |                         |                    |
| Scott Mitchell        |                        |                               |                        | Andy Buckley            |                                |                         |                    |
| Eli Mills             |                        |                               |                        |                         | Rafe Spall                     |                         |                    |
| Franklin Webb         |                        |                               |                        |                         | Justice Smith                  | Justice Smith           |                    |
| Dr. Zia Rodriguez     |                        |                               |                        |                         | Daniella Pineda                | Daniella Pineda         |                    |
| Sir Benjamin Lockwood |                        |                               |                        |                         | James Cromwell                 |                         |                    |
| Mr. Eversoll          |                        |                               |                        |                         | Toby Jones                     |                         |                    |
| Ken Wheatley          |                        |                               |                        |                         | Ted Levine                     |                         |                    |
| Maisie Lockwood       |                        |                               |                        |                         | Isabella Sermon                | Isabella Sermon         |                    |
| Iris                  |                        |                               |                        |                         | Geraldine Chaplin              |                         |                    |
| Kayla Watts           |                        |                               |                        |                         |                                | DeWanda Wise            |                    |
| Ramsay Cole           |                        |                               |                        |                         |                                | Mamoudou Athie          |                    |
| Rainn Delacourt       |                        |                               |                        |                         |                                | Scott Haze              |                    |
| Soyona Santos         |                        |                               |                        |                         |                                | Dichen Lachman          |                    |
| Charlotte Lockwood    |                        |                               |                        |                         |                                | Elva Trill              |                    |
| Dennis                |                        |                               |                        |                         |                                |                         | André Holland      |
| Mariana               |                        |                               |                        |                         |                                |                         | Natalie Martinez   |
| Kadasha               |                        |                               |                        |                         |                                |                         | Melody Hurd        |
| Mateo                 |                        |                               |                        |                         |                                |                         | Pierson Salvador   |
| Greg                  |                        |                               |                        |                         |                                |                         | Chris Finlayson    |

## Personnages principaux

### PrIan Malcolm

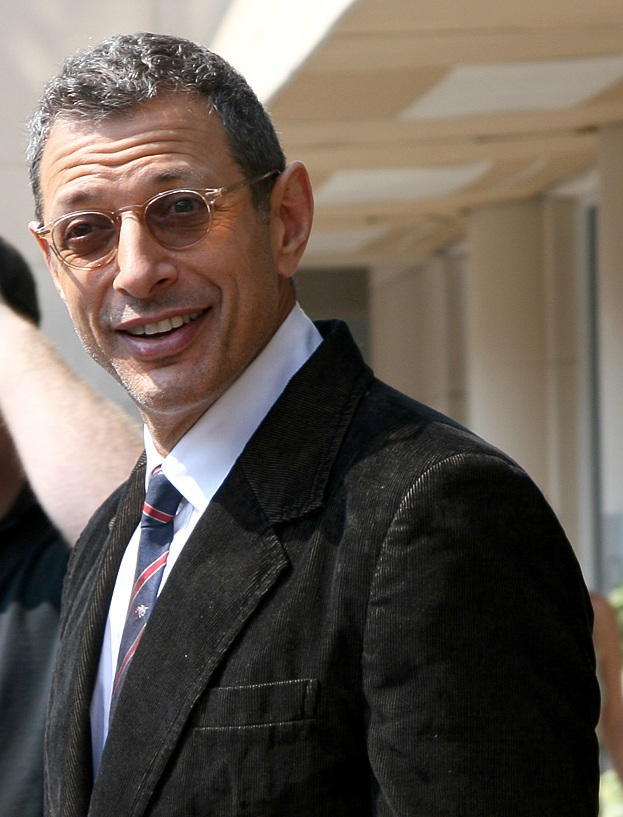
Jeff Goldblum, interprète de Ian Malcolm.

- Apparaît dans : Jurassic Park, Le Monde perdu : Jurassic Park, Jurassic World: Fallen Kingdom, Jurassic World : Le Monde d'après
- Interprété par Jeff Goldblum

Ian Malcolm est un mathématicien spécialiste de la théorie du chaos. Il est né en 1950 à Austin (Texas), et vit à San Diego (Californie). Présenté comme un homme fantasque et décalé, il voit vite dans les expériences de InGen, le risque de voir la situation dégénérer et échapper à tout contrôle. Traumatisé par son séjour sur Isla Nublar, il retournera face aux dinosaures sur Isla Sorna, que quand il apprendra que sa compagne, Sarah Harding, y est partie seule observer les dinosaures.
Malcolm est le seul personnage à apparaître dans les deux romans d'origine écrits par Michael Crichton.

### DrAlan Grant
- Apparaît dans : Jurassic Park, Jurassic Park 3, Jurassic World : Le Monde d'après
- Interprété par Sam Neill

Alan Grant est un paléontologue, né en 1951 à Denver (Colorado). Il vit avec sa collègue, le Dr Ellie Sattler, avec laquelle il travaille sur un site de fouille situé près de Choteau, dans le Montana. Grant et Sattler sont invités par John Hammond pour une visite inaugurale de Jurassic Park afin qu'ils puissent observer des dinosaures en milieu naturel. À la suite des événements, il se retrouvera coincé avec Tim et Lex, les petits-enfants de Hammond, à devoir retourner à pied au centre du parc et traverser les différents enclos.
Dans Jurassic Park III, Grant vit séparé d'Ellie Sattler (qui est mariée et mère de famille). Il accepte de participer moyennant finance à une expédition survolant Isla Sorna avec le couple Kirby, la paléontologie tombant en désuétude avec la découverte de dinosaures en vie, mais découvrira qu'il s'agit d'une mission de sauvetage.

### DrEllie Sattler
- Apparaît dans : Jurassic Park (roman et film), Jurassic Park III, Jurassic World : Le Monde d'après
- Interprétée par : Laura Dern

Ellie Sattler est paléobotaniste et est la compagne d'Alan Grant. Ils iront sur l'île invités par John Hammond pour observer dans leur habitat les dinosaures qu'il a recréés.
Dans Jurassic Park III, elle est séparée de Grant et élève son fils issu d'une nouvelle relation.

### John Hammond

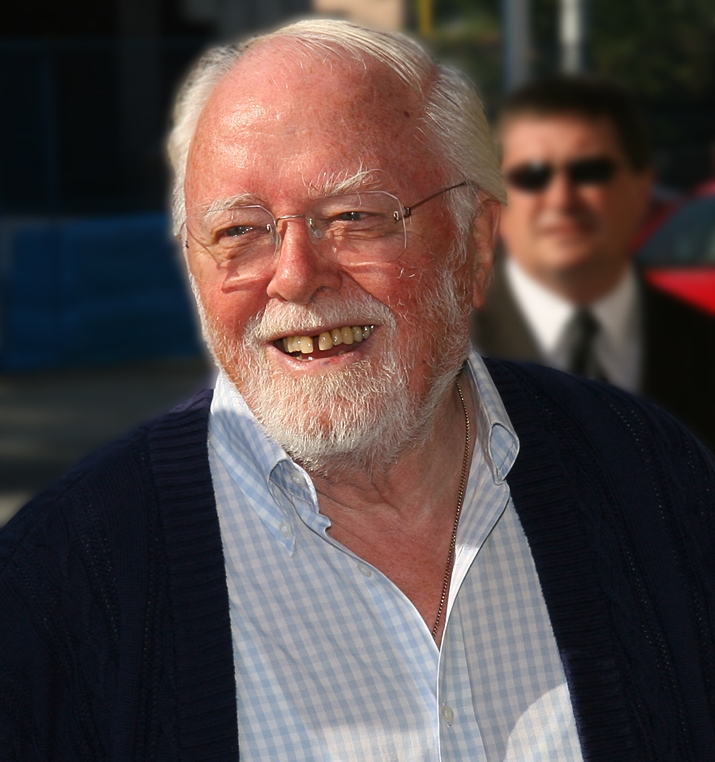
Richard Attenborough, interprète de John Hammond.

- Apparaît dans : Jurassic Park, Le Monde perdu : Jurassic Park
- Interprété par Richard Attenborough

John Parker Alfred Hammond est un vieil homme d'affaires et entrepreneur scotto-américain, né en 1913 à Édimbourg (Écosse) et décédé en 1997 à New York, à l'âge de 84 ans. Multimillionnaire, il est le fondateur et premier PDG de InGen Corporation, une multinationale travaillant dans les recherches biologiques. Il possède également deux îles désertes au large du Costa Rica, Isla Nublar et Isla Sorna, où il a réalisé son rêve : récréer des dinosaures grâce à la génétique pour ouvrir un parc zoologique sur la première île. Après les mésaventures de Jurassic Park, il militera pour la sauvegarde des dinosaures d'Isla Sorna pour en faire une réserve naturelle. Il meurt de vieillesse après les évènements du Monde perdu. Le milliardaire Simon Masrani l'a convaincu avant sa mort d'achever son projet original en construisant un nouveau parc sur Isla Nublar.

### Alexis «Lex» Murphy
- Apparaît dans : Jurassic Park, Le Monde perdu : Jurassic Park
- Interprétée par Ariana Richards

Alexis « Lex » Murphy est née en 1977 à San Diego (Californie). Petite-fille de John Hammond, elle est invitée avec son frère Timothy comme invités spéciaux pour une visite inaugurale de Jurassic Park. Elle montre certaines connaissances en informatique qui lui permettent de reprendre le contrôle du système de sécurité du parc.

### Timothy «Tim» Murphy

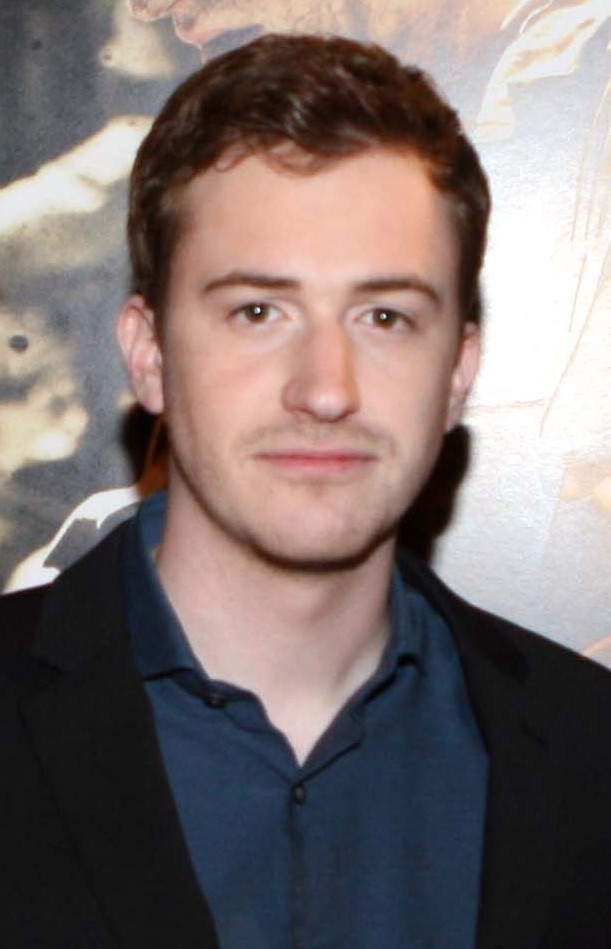
Joseph Mazzello, interprète de Tim Murphy, en 2010.

- Apparaît dans : Jurassic Park, Le Monde perdu : Jurassic Park,
- Interprété par Joseph Mazzello

Timothy « Tim » Murphy est né en 1984 à San Diego (Californie), où il vit avec sa famille et sa sœur cadette (aînée dans le film) Alexis. Il est invité avec sa sœur Alexis comme invités spéciaux pour une visite inaugurale de Jurassic Park. Passionné de dinosaures, il est ravi de parcourir le parc avec Alan Grant.

### DrHenry Wu

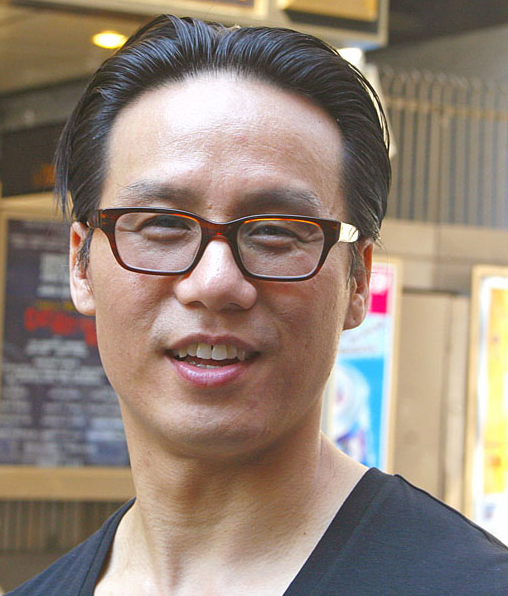
B. D. Wong, interprète de Henry Wu.

- Apparaît dans : Jurassic Park, Jurassic World, Jurassic World: Fallen Kingdom, Jurassic World: Dominion
- Interprété par B. D. Wong

Le Dr Henry Wu est le généticien en chef sino-américain de Jurassic Park puis de Jurassic World, né en 1956 à Cleveland (Ohio). Il est le principal artisan de la création des dinosaures de Jurassic Park, ayant trouvé le moyen de récupérer et reconstituer de l'ADN à partir du sang consommé par des moustiques puis conservé dans de l'ambre.
Pour Jurassic World, il recréera différentes espèces avant de créer une chimère à partir de plusieurs ADN combinés : l'Indominus rex puis l'Indoraptor.

### Owen Grady

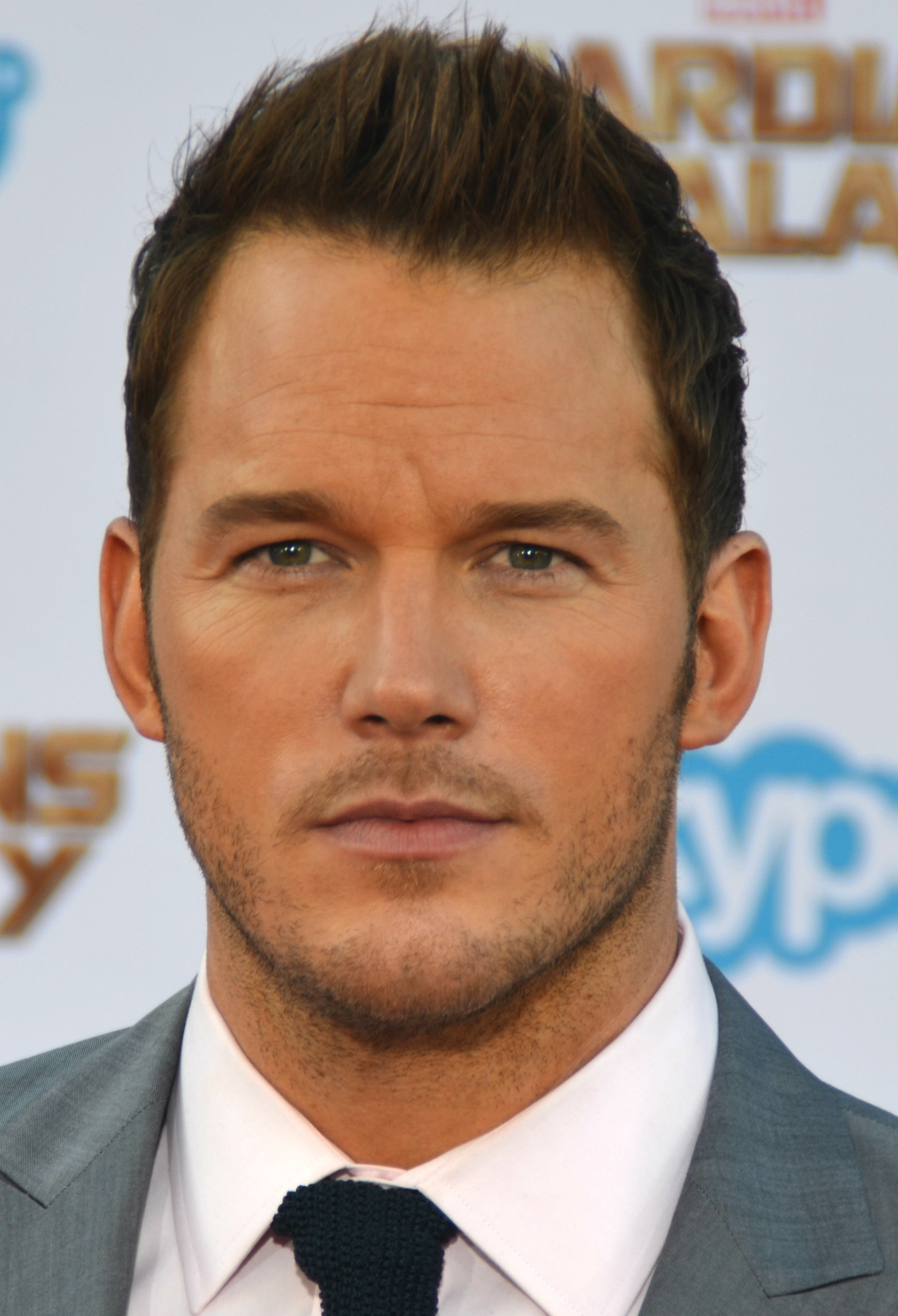
Chris Pratt, interprète de Owen Grady.

- Apparaît dans : Jurassic World, Jurassic World: Fallen Kingdom, Jurassic World: Dominion
- Interprété par Chris Pratt

Owen Grady est un ancien soldat de la Navy, né en 1981 à Chattanooga (Tennessee)[réf. nécessaire]. Il travaille à Jurassic World en tant que dresseur de dinosaures, parvenant à dresser sommairement quatre vélociraptors. Il vit dans un bungalow à la périphérie du parc. Il est contre l'idée de voir l'Indominus rex, au comportement totalement imprévisible, évoluer dans Jurassic World. Il travaille toujours avec son collègue et meilleur ami, Barry. À cause de l'évasion de l'Indominus, il est forcé par Hoskins à utiliser ses dinosaures comme armes pour défendre le parc.
Trois ans plus tard, les dinosaures laissés en liberté sur Isla Nublar sont menacés par un volcan sur le point d'entrer en éruption et Owen, approché par Claire (qui a entretemps fondé et qui dirige le Dinosaur Protection Group, une association pour la protection des dinosaures), accepte de participer à l'expédition qui doit permettre de sauver les dinosaures et de les transférer sur une autre île, un « sanctuaire » où ils pourront vivre à l’abri du danger et des humains.

### Claire Dearing

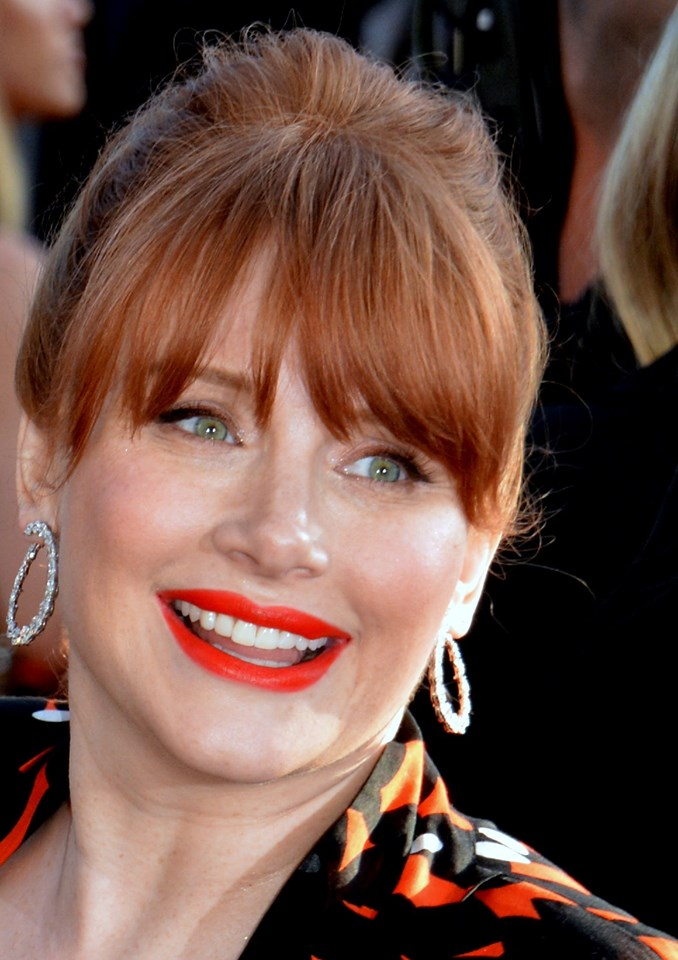
Bryce Dallas Howard, interprète de Claire Dearing.

- Apparaît dans : Jurassic World, Jurassic World: Fallen Kingdom, Jurassic World : Le Monde d'après
- Interprétée par Bryce Dallas Howard

Claire Dearing, née en 1985 à Burlington (Vermont), est la directrice des opérations du parc Jurassic World. Généticienne de profession, elle est devenue un bourreau de travail, gérant les dinosaures comme de simples attractions dont on tire des bilans comptables. Elle est l'ex-petite amie d'Owen. Elle et les scientifiques sous ses ordres, ont créé le premier dinosaure génétiquement modifié : l'Indominus rex.
Trois ans plus tard, alors que les dinosaures d'Isla Nublar sont menacés par une éruption volcanique imminente, Claire a fondé et dirige le Dinosaur Protection Group, une association favorable au sauvetage de ceux-ci. Sur le point de perdre tout espoir de leur venir en aide, Claire est contactée par Benjamin Lockwood, un vieil ami et ancien collaborateur de John Hammond, qui souhaite financer une expédition pour sauver les dinosaures et les déplacer sur une autre île qu'il possède et où ils pourront vivre en paix. Claire est chargée par Eli Mills, l'associé de Lockwood, de recruter Owen afin de permettre de mettre la main sur Blue, le dernier vélociraptor en vie et que celui-ci est le seul à pouvoir maîtriser.

### Simon Masrani
- Apparaît dans : Jurassic World
- Interprété par Irfan Khan

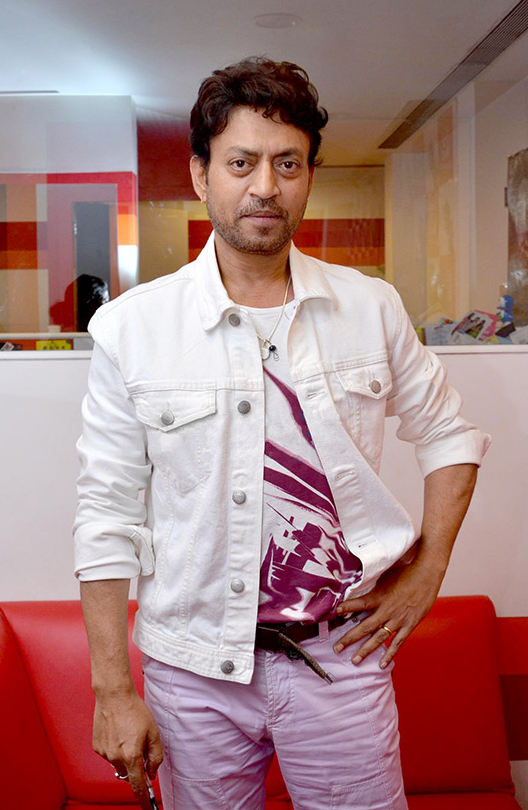
Irfan Khan, interprète de Simon Masrani.

Simon Masrani est un homme d'affaires et milliardaire indien, né en 1967 à Bombay (Inde) et mort en 2015, sur Isla Nublar. Il est le PDG de Masrani Global Corporation, la société qui a racheté InGen et permis l'ouverture de Jurassic World. Il dirige la multinationale depuis le décès de Sanjay Masrani, son père et fondateur de la société. Il gère le parc et les opérations avec un intérêt qui dépasse celui du simple homme d'affaires. Il souhaite poursuivre l’œuvre d'Hammond et rappeler à l'Humanité qu'elle n'est qu'un grain de sable, un clignement de paupière sur l'échelle de l'évolution. Selon lui les animaux du parc sont là pour cela, ayant été les maîtres de la planète durant plusieurs centaines de millions d'années. Il meurt dans le crash de son hélicoptère alors qu'il tentait de tuer l'Indominus rex.

### Vic Hoskins
- Apparaît dans : Jurassic World
- Interprété par Vincent D'Onofrio

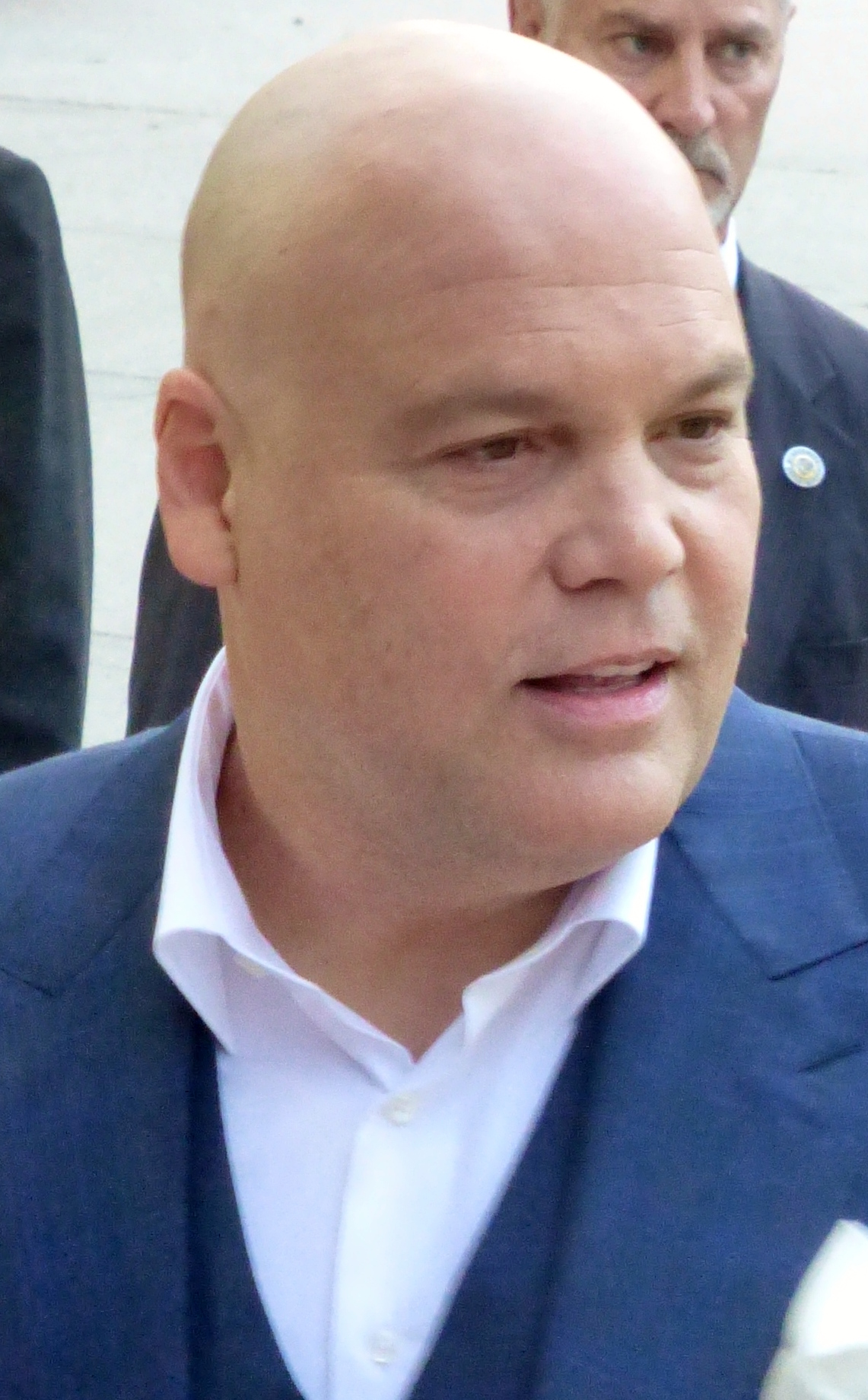
Vincent D'Onofrio, interprète de Vic Hoskins.

Vic Hoskins est le responsable de la sécurité de Jurassic World. Il est né en 1960 à Vancouver (Canada) et mort en 2015, sur Isla Nublar. Dans son pays, il a protégé des civils des ptéranodons qui se sont échappés d'Isla Sorna après les évènements de Jurassic Park 3. À la suite de cet évènement, Simon Masrani le contacta et l'embaucha comme chef de la sécurité dans son nouveau parc baptisé Jurassic World. Sous sa direction, InGen a élaboré des mesures de sécurité avancées qui ont contribué à protéger les visiteurs des dinosaures et pourrait également être utilisées dans les guerres. Il est très intéressé par la capacité de Grady à dresser et à contrôler la meute de vélociraptors, y voyant des applications militaires. Avec le Dr Wu, il travaille sur différents projets secrets à partir de l'ADN des dinosaures. Il voit en l'évasion de l'Indominus rex, un excellent moyen de tester le matériel militaire d'InGen et de forcer Owen et Barry à utiliser leurs dinosaures comme armes de défense. Il sera tué par une Vélociraptor, Echo.

### Zach Mitchell
- Apparaît dans : Jurassic World
- Interprété par Nick Robinson

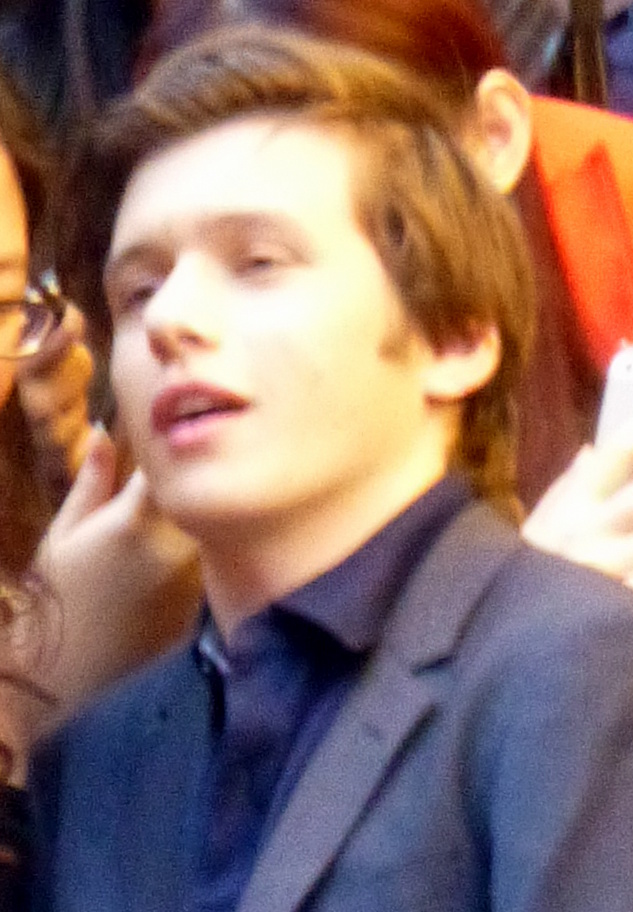
Nick Robinson, interprète de Zach Mitchell.

Zach Mitchell est un adolescent de seize ans, né en 1999 à Madison (Wisconsin), ville où il vit avec ses parents, Karen et Scott, et son petit frère, Gray. Il est le neveu de Claire. Il se rend à Jurassic World en 2015 avec son frère, pendant le divorce de leurs parents, également afin de revoir leur tante Claire, qu'ils n'ont pas vus depuis longtemps. Lui et son frère possèdent un pass leur permettant de visiter toutes les attractions. D'abord ennuyé par ce séjour, il finit par apprécier le parc grâce à son frère.

### Gray Mitchell
- Apparaît dans : Jurassic World
- Interprété par Ty Simpkins

Gray Mitchell est un jeune garçon de onze ans, né en 2004 à Madison (Wisconsin), ville où il vit avec ses parents, Karen et Scott, et son grand frère, Zach. Il se rend à Jurassic World en 2015 avec son frère, pendant le divorce de leurs parents, également afin de revoir leur tante Claire, qu'ils n'ont pas vus depuis longtemps. Lui et son frère possèdent un pass leur permettant de visiter toutes les attractions. Il est passionné par la science, et surtout les dinosaures. Il est triste à l'idée de voir ses parents divorcer.

### Eli Mills
- Apparaît dans : Jurassic World: Fallen Kingdom
- Interprété par Rafe Spall

Eli Mills est l'associé et directeur financier de Benjamin Lockwood. Il projetait de capturer les dinosaures se trouvant sur Isla Nublar afin de les vendre au marché noir. Il envoie alors Claire Dearing et Owen Grady sur l'île avec un groupe de mercenaires dirigé par Ken Weathley en leur faisant croire qu'il s'agissait d'une mission de sauvetage. Malheureusement, son avidité l'aura conduit à sa perte car il tentera de s'enfuir avec l'échantillon d'Indominus rex et finira dévoré par le T-Rex. 

### Sir Benjamin Lockwood

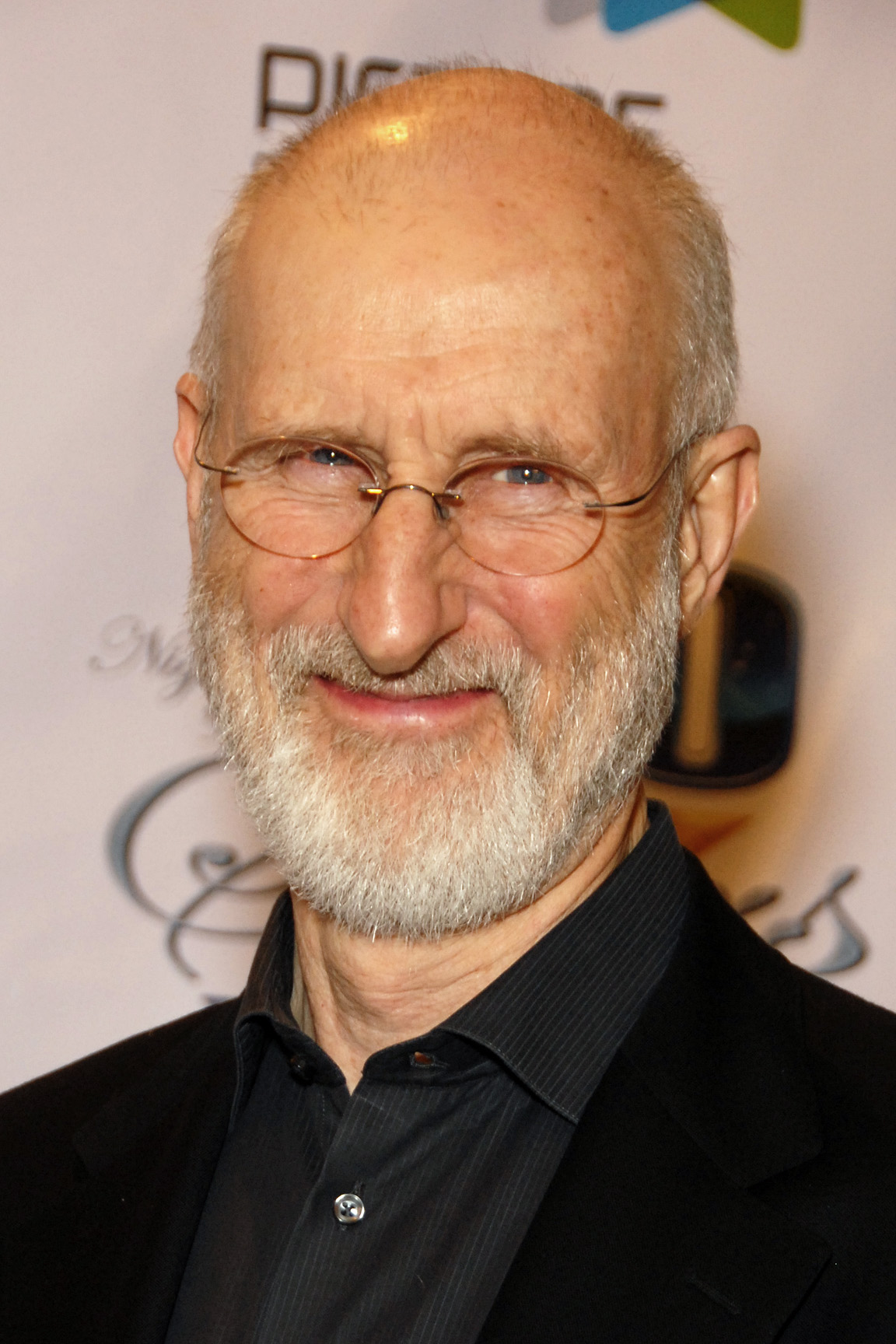
James Cromwell, interprète de Benjamin Lockwood.

- Apparaît dans : Jurassic World: Fallen Kingdom
- Interprété par James Cromwell

Sir Benjamin Lockwood, né en 1938 et décédé en 2018 dans son manoir de Californie du Nord, est un vieux milliardaire et philanthrope anglo-américain souhaitant financer l'expédition de sauvetage des dinosaures d'Isla Nublar afin de les transférer sur une autre île, qu'il possède et a fait emménager, où ils ne courront plus aucun danger. Il fut autrefois le partenaire de John Hammond dans son projet de recréer des dinosaures, jusqu'au jour où une divergence d'opinion les sépara : en effet, Hammond s'opposa aux intentions de Lockwood d'élargir le champ d'application de la technologie d'InGen aux êtres humains, ce que ce dernier concrétisera finalement bien des années après en clonant sa propre fille décédée, concevant ainsi Maisie. Depuis, il fait passer Maisie pour sa petite-fille orpheline. Il meurt assassiné par son associé Eli Mills, étant devenu un témoin gênant des malversations de ce dernier. 

### Maisie Lockwood
- Apparaît dans : Jurassic World: Fallen Kingdom, Jurassic World: Dominion
- Interprétée par Isabella Sermon

Maisie Lockwood est la « petite-fille » âgée de 9 ans de Benjamin Lockwood. Au cours de l'évasion de l'Indoraptor, Mills révèle qu'elle n'est autre que le clone de la propre fille de Lockwood, décédée des années auparavant.

## Personnages secondaires

### DrSarah Harding
- Activité : Comportementaliste et paléontologue
- Apparaît dans : Le Monde perdu : Jurassic Park (roman et film)
- Interprétée par : Julianne Moore

Sarah Harding est envoyé de la part de John Hammond pour savoir pourquoi les dinosaures sur Isla Sorna (l'île de production des dinosaures pour Isla Nublar) sont toujours en vie.

### DrLewis Dodgson
- Activité : généticien en chef de BioSyn
- Apparaît dans : Jurassic Park (roman et film) et Jurassic World: Dominion
- Interprété par : Cameron Thor (en) puis Campbell Scott

Lewis Dodgson est le contact de Dennis Nedry au sein de BioSyn avec qui il arrange le vol d'échantillons d'ADN de dinosaures développés par InGen pour Jurassic Park. Par la suite, il devient le PDG de BioSyn.

### Ray Arnold
- Activité : ingénieur en chef de Jurassic Park
- Apparaît dans : Jurassic Park (roman et film)
- Interprété par : Samuel L. Jackson

Ingénieur en chef de Jurassic Park, il est tué par un vélociraptor lors du rallumage du système.

### Donald Gennaro
- Activité : avocat des actionnaires de Jurassic Park
- Apparaît dans : Jurassic Park (roman et film)
- Interprété par : Martin Ferrero

Donald Gennaro est l'avocat des actionnaires d'InGen. Il est invité sur Jurassic Park pour s'assurer de l'investissement dans le développement des technologies pour permettre la renaissance des dinosaures du parc. Il est ravi du résultat et envisage déjà une grande stratégie marketing. Il finira dévoré par le T-Rex après que ce dernier se soit libéré de son enclos.

### DrMartin «Marty» Gutierrez
- Activité : biologiste
- Apparaît dans : Jurassic Park (roman), Le Monde perdu (roman)

### DrGerry Harding
- Activité : vétérinaire en chef de Jurassic Park
- Apparaît dans : Jurassic Park (roman, film et jeu vidéo)
- Interprété par : Gerald R. Molen

### Peter Ludlow
- Activité : ex-PDG de InGen Corporation
- Apparaît dans : Le Monde perdu : Jurassic Park (film)
- Interprété par : Arliss Howard

Peter Ludlow est le neveu de John Hammond et lui succède au poste de PDG de InGen Corporation après que Hammond a abandonné l'idée d'ouvrir un parc de dinosaures. Il a pour ambition de tenter à nouveau d'ouvrir un parc à San Diego. Son plan ne se réalisera pas et il finira par se faire dévorer par le bébé T-Rex que Ian et Sarah ont auparavant secouru.

### Robert Muldoon
- Activité : garde-chasse de Jurassic Park
- Apparaît dans : Jurassic Park (roman et film)
- Interprété par : Bob Peck

Robert Muldoon est le garde-chasse de Jurassic Park, spécialiste des fauves d'Afrique. Il se méfie des vélociraptors, qu'il sait intelligents et doués d'une très bonne mémoire, et dont il connait les techniques de chasse (ils cernent leur proie). Il se fera dévorer par un vélociraptor alors qu'il tentait d'en abattre un autre.

### Dennis Nedry
- Activité : programmeur informatique de Jurassic Park
- Apparaît dans : Jurassic Park (roman et film)
- Interprété par : Wayne Knight

Dennis Nedry est un des programmeurs du système de gestion automatisé du parc. Il est aussi celui qui sera payé par BioSyn, une entreprise rivale de InGen, pour voler des échantillons d'ADN et les offrir à la concurrence. Mais il finira par mourir, dévoré par un dilophosaure.

### Ed Regis
- Activité : DRH de InGen Corporation
- Apparaît dans : Jurassic Park (roman)

### Roland Tembo
- Activité : Chasseur travaillant pour InGen Corporation
- Apparaît dans : Le Monde perdu : Jurassic Park (film)
- Interprété par : Pete Postlethwaite

Roland Tembo est un chasseur engagé par Peter Ludlow pour s'occuper de la capture des dinosaures pour le nouveau Jurassic Park de San Diego. Il a accepté à une condition : pouvoir traquer seul un tyrannosaure, un mâle.

### Lowery Cruthers
- Activité : Employé de Jurassic World
- Apparaît dans : Jurassic World
- Interprété par : Jake Johnson

Lowery travaille dans le centre de contrôle de Jurassic World.

### Vivian Krill
- Activité : Employée de Jurassic World
- Apparaît dans : Jurassic World
- Interprétée par : Lauren Lapkus

### Barry Sembène
- Activité : dresseur de dinosaures de Jurassic World
- Apparaît dans : Jurassic World, Jurassic World: Dominion
- Interprété par : Omar Sy

Dresseur et assistant d'Owen Grady. Après l'accident de 2015, Barry décide d'ouvrir un restaurant avec son frère mais abandonne le job deux semaines plus tard. Il travaille désormais pour les services de renseignements français.

### Katashi Hamada
- Activité : Membre de l'unité de confinement actif de la InGen Security Division
- Apparaît dans : Jurassic World
- Interprété par : Brian Tee

### Karen Mitchell
- Activité : mère de Zach et Grey Mitchell
- Apparaît dans : Jurassic World
- Interprétée par : Judy Greer

### Scott Mitchell
- Activité : père de Zach et Grey Mitchell
- Apparaît dans : Jurassic World
- Interprété par : Andy Buckley

### Zara Young
- Activité : assistante personnelle de Claire Dearing
- Apparaît dans : Jurassic World
- Interprétée par : Katie McGrath

Zara Young est l'assistante personnelle de Claire Dearing. Lorsque les neveux de Claire, Gray et Zach Mitchell, viennent pour un séjour à Jurassic World, Claire donne à Zara la responsabilité de ses neveux car elle n'a pas le temps de s'occuper d'eux. Durant la visite, les garçons décident de semer Zara pour profiter pleinement des attractions du parc. Plus tard, lorsque les ptérosaures s'étant échappés de la volière à cause de l'Indominus Rex attaquent la Rue Principale, un d'eux attrape Zara et elle passe de ptérosaure en ptérosaure jusqu'à ce que elle et un ptérosaure finissent dévorés par le mosasaure du lagon du parc.

### Leon
- Activité : jeune dresseur de dinosaures de Jurassic World
- Apparaît dans : Jurassic World
- Interprétée par : Colby Boothman-Shepard

### Franklin Webb
- Activité : informaticien membre du Dinosaur Protection Group
- Apparaît dans : Jurassic World: Fallen Kingdom, Jurassic World: Dominion
- Interprété par : Justice Smith

### Zia Rodriguez
- Activité : paléo-vétérinaire membre du Dinosaur Protection Group
- Apparaît dans : Jurassic World: Fallen Kingdom, Jurassic World: Dominion
- Interprétée par : Daniella Pineda

### Gunnar Eversol
- Activité : commissaire-priseur
- Apparaît dans : Jurassic World: Fallen Kingdom
- Interprété par : Toby Jones

### Ken Wheatley
- Activité : mercenaire et chasseur travaillant pour Eli Mills
- Apparaît dans : Jurassic World: Fallen Kingdom
- Interprété par : Ted Levine

Ken Wheatley est un mercenaire et chasseur employé par Mils pour capturer les dinosaures d'Isla Nublar, dont la vélociraptor Blue, en vue de leur mise aux enchères. Il mourra dans la cage de l'Indoraptor, dévoré par ce dernier.

### Iris Carroll
- Activité : majordome de Benjamin Lockwood
- Apparaît dans : Jurassic World: Fallen Kingdom
- Interprétée par : Geraldine Chaplin